# Styloleptus zorrillai
Styloleptus zorrillai là một loài bọ cánh cứng trong họ Cerambycidae.